# Pelita Air Service
Pelita Air Service es una aerolínea indonesia fundada en 1963, propiedad de la compañía petrolera estatal Pertamina. Su sede se encuentra en Yakarta y opera vuelos regulares y chárter, además de servicios de transporte aéreo de apoyo a la industria petrolera en el archipiélago indonesio. La aerolínea ha desempeñado un papel relevante en el transporte corporativo y logístico vinculado a la exploración de hidrocarburos en el país.
Pelita Air Service es una aerolínea Indonesia basada en el Aeródromo de Pondok Cabe al sur de Yakarta. Es una subsidiaria de la compañía petrolera estado Pertamina.

## Historia
Pelita Air Service fue creada en 1963 como una división de transporte aéreo para cubrir las necesidades logísticas de la petrolera estatal Pertamina. En sus primeros años, la compañía se centró en el apoyo a las operaciones petroleras, principalmente en zonas remotas del archipiélago indonesio. Con el tiempo, expandió sus servicios a vuelos chárter corporativos, de pasajeros y de carga.
Durante la década de 1990, Pelita Air experimentó un crecimiento sostenido gracias a contratos con otras empresas de hidrocarburos y minería, modernizando su flota con aeronaves más eficientes. En 2000, obtuvo autorización para operar vuelos regulares de pasajeros, aunque su enfoque siguió siendo mayoritariamente el transporte corporativo y el apoyo a plataformas petrolíferas.
En 2022, la aerolínea reactivó sus operaciones comerciales regulares tras un período de reducción de actividad, con el objetivo de convertirse en la segunda aerolínea de bandera de Indonesia después de Garuda Indonesia.

## Destinos
- Balikpapan
- Bontang
- Dumai
- Yakarta
- Bontang

Pelita Air Service opera principalmente rutas domésticas dentro de Indonesia, atendiendo tanto vuelos regulares como servicios chárter para empresas vinculadas al sector energético. A continuación se muestran algunos de los destinos que la aerolínea cubre habitualmente:
| Ciudad     | Aeropuerto                                            | Notas                                      |
| ---------- | ----------------------------------------------------- | ------------------------------------------ |
| Yakarta    | Aeropuerto Internacional Soekarno-Hatta               | Base principal                             |
| Surabaya   | Aeropuerto Internacional Juanda                       | Operaciones regulares                      |
| Balikpapan | Aeropuerto Internacional Sultan Aji Muhammad Sulaiman | Vuelos de apoyo a plataformas petrolíferas |
| Batam      | Aeropuerto Internacional Hang Nadim                   | Servicio corporativo                       |
| Makassar   | Aeropuerto Internacional Sultan Hasanuddin            | Conexiones regulares                       |
| Medan      | Aeropuerto Internacional Kualanamu                    | Servicio comercial                         |

## Flota

### Flota Actual
A continuación se detalla la flota operativa de Pelita Air Service según datos públicos disponibles en 2024:
| Aeronave                                | En servicio | Capacidad     | Notas                                |
| --------------------------------------- | ----------- | ------------- | ------------------------------------ |
| Airbus A320-200                         | 4           | 180 pasajeros | Usados para rutas domésticas         |
| ATR 72-500                              | 3           | 70 pasajeros  | Servicios regionales y chárter       |
| Boeing 737-500                          | 2           | 120 pasajeros | Apoyo a operaciones petroleras       |
| Helicópteros diversos (Bell 412, AS365) | 6           | N/D           | Transporte a plataformas y logística |

Nota: los datos de flota pueden variar debido a actualizaciones periódicas o cambios en arrendamientos operativos.
La aerolínea está compuesta por las siguientes aeronaves, con una edad media de 17.1 años (junio de 2023):
| ATR 42-500      | 1  | — |  |  |  |  |
| ATR 72-500      | 1  | — |  |  |  |  |
| ATR 72-500F     | 3  | — |  |  |  |  |
| Airbus A320-200 | 7  | — |  |  |  |  |
| Avro RJ85       | 1  | — |  |  |  |  |
| Total           | 13 | — |  |  |  |  |

## Datos corporativos
| Concepto              | Detalle             |
| --------------------- | ------------------- |
| Nombre legal          | Pelita Air Service  |
| Propietario           | Pertamina           |
| Año de fundación      | 1963                |
| Sede                  | Yakarta, Indonesia  |
| Código IATA           | (sin asignar o N/D) |
| Código ICAO           | PAS                 |
| Indicativo de llamada | PELITA              |
| Página web            | www.pelita-air.com  |

## Incidentes y accidentes
A lo largo de su historia, Pelita Air Service ha tenido un número limitado de incidentes menores, principalmente relacionados con operaciones en zonas remotas y condiciones meteorológicas adversas. No se han registrado accidentes graves con víctimas mortales en operaciones regulares de pasajeros en la última década, según informes públicos. Para vuelos de apoyo a plataformas petrolíferas, la compañía mantiene protocolos de seguridad reforzados debido a la naturaleza de sus operaciones.